# Ворота (хоккей с мячом)
Ворота для хоккея с мячом изготовляются из деревянных брусков или обшитых деревянными планками металлических труб. Внутренние размеры ворот составляют 210 см по высоте и 350 см по ширине. Для устойчивости к воротам крепятся боковые и задние рамы. Кроме сетки по боковым и задней кромке ворот, внутри ворот на небольшом расстоянии от кромки поля подвешивается гасящая сетка, свободно спадающая на лед. Ворота должны быть устойчивыми, но подвижными – вмораживать стойки ворот в лед правилами запрещено.